# Hiriyur, Bhadravati
Hiriyur là một làng thuộc tehsil Bhadravati, huyện Shimoga, bang Karnataka, Ấn Độ.